# Pâncota
Pâncota (del húngaro: Pankota) es una ciudad con estatus de oraș de Rumania en el distrito de Arad.

## Geografía
Se encuentra a una altitud de 112 m s. n. m. a 553 km de la capital, Bucarest.

## Demografía
Según estimación 2012 contaba con una población de 8 068 habitantes.
| 1948 | 1956 | 1966 | 1977  | 1992  | 2002  | 2012  |
| s/d  | s/d  | s/d  | 7 206 | 7 446 | 7 186 | 7 108 |